# Iranolacerta zagrosica
Iranolacerta zagrosica là một loài thằn lằn trong họ Lacertidae. Loài này được Rastegar-Pouyani & Nilson miêu tả khoa học đầu tiên năm 1998.